# 린퍼스 리눅스

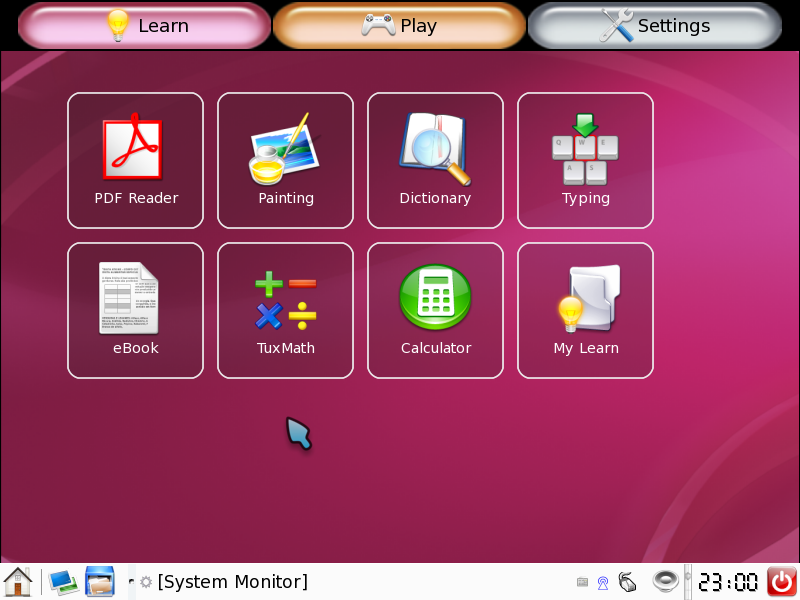
린퍼스 리눅스

린퍼스 리눅스 (Linpus Linux)는 타이완 기업 린퍼스 테크놀로지스(Linpus Technologies Inc.)가 만든 페도라 기반 운영 체제이다. 린퍼스 리눅스는 중국어와 일본어를 위해 유니코드를 지원하는 등 특히 아시아 시장을 위해 개발되었다. 특별판인 린퍼스 라이트(Linpus Lite)는 UMPC와 같이 저가 하드웨어를 이용한 기기에서 작동하도록 제작되었다. 린퍼스는 입문 사용자를 위해 고안된 아이콘과 탭 기반 "심플 모드"와 마이크로소프트 윈도우와 같은 사용자 인터페이스를 원하는 사용자를 위한 전형적 스타일인 "PC 모드"가 있다. 린퍼스는 작은 화면을 가진 포켓용 기기를 타겟으로 하고 있으며 VGA(640x480)처럼 낮은 해상도를 지원한다.
에이서의 어스파이어 원 등이 린퍼스 리눅스 라이트 버전을 내장하고 출시된다.
일반적인 데스크톱과 서버 버전은 물론 린퍼스 미디어센터로 불리는 멀티미디어 버전도 유용하다. 미디어 센터 버전은 DVD, MP3, WMV와 다른 코덱을 합법적으로 사용할 수 있도록 업그레이드 팩을 제공한다.